# Palingsoundmuseum
Het Palingsoundmuseum is een museum in de Noord-Hollandse plaats Volendam. Het besteedt aandacht aan de ontwikkeling van de muziek in Volendam sinds 1905, inclusief de palingsound sinds de jaren zestig.

## Overzicht
Panelen met foto's en toelichtende verhalen geven een historisch overzicht. Er wordt fotomateriaal van vroege muzikanten getoond, zoals van de fanfare en de EVO-band, en achtergronden van lokale muzikale families. Ook komen er allerlei vertegenwoordigers van de palingsound, zoals: The Cats, BZN, Left Side, Next One, Canyon, Jan Smit, 3JS en Nick & Simon aan bod.
Daarnaast toont het allerlei memorabilia, zoals muziekinstrumenten, platenhoezen, platina en gouden platen, andere muziekprijzen, beeldjes, foto's en video-opnames. De collectie is tot stand gekomen met hulp van giften van lokale artiesten.
Het museum werd op 13 mei 2005 geopend door de palingroker en eigenaar Jan Smit, onder aanwezigheid van artiesten als de zangers Jan Smit en Piet Veerman en verschillende leden van BZN. Het is gevestigd in een paviljoen aan Het Marinapark, boven het visrestaurant met palingrokerij van de museumeigenaar Smit.

## Galerij
| Blik in het museum |
| Blik in het museum |

| Blik in het museum |
| Blik in het museum |